# Concilio de Cartago (397)
El Concilio de Cartago o también llamado Concilio III de Cartago, es un Concilio de la Iglesia Católica reunido en el año 397, donde se confirmó el Canon Bíblico del Antiguo Testamento, los Deuterocanonicos y el Nuevo Testamento establecido en el Concilio de Hipona. 
En este Concilio se mantuvieron dentro del Canon Bíblico: 46 libros del Antiguo Testamento (incluidos 7 libros deuterocanonicos en él) y 27 libros del Nuevo Testamento.